# Trường Đại học Khánh Hòa
Trường Đại học Khánh Hòa (University of Khanh Hoa) là một trường đại học thuộc các trường đại học, cao đẳng trong hệ thống giáo dục quốc dân, trực thuộc ủy ban nhân dân Tỉnh Khánh Hòa.
Ngày 3 tháng 8 năm 2015, Thủ tướng chính phủ Việt Nam ban hành Quyết định Số 1234/QĐ-TTg về việc thành lập Trường Đại học Khánh Hòa trên cơ sở sáp nhập 2 Trường Cao đẳng Sư phạm Nha Trang và Trường Cao đẳng Văn hóa - Nghệ thuật và Du lịch Nha Trang.
Đội ngũ giáo viên của trường hiện tại có hơn 170 giảng viên. Trong số hơn 120 giảng viên có 10 tiến sĩ, 7 nghiên cứu sinh, 65 thạc sĩ.

## Cơ sở vật chất
Cơ sở vật chất nhà trường hiện bao gồm toàn bộ các khu nhà học, nhà làm việc, nhà thí nghiệm thực hành của 2 Cao đẳng tiền thân. Ký túc xá có gần 1000 chỗ ở. Thư viện được đầu tư trên 15.000 đầu sách, phòng tư liệu chuyên môn riêng của ngoại ngữ tiếng Anh, Pháp có trên 3000 đầu sách. Theo đề án của UBND tỉnh Khánh Hòa, trường sẽ được đầu tư xây dựng cơ sở chính mới tại thôn Vân Đăng, xã Vĩnh Lương, TP. Nha Trang

## Đào tạo
Từ năm học 2016 - 2017, trường bắt đầu tuyển sinh 8 ngành đào tạo trình độ ĐH gồm: 
- Các ngành Sư phạm
- Việt Nam học,
- Quản lý văn hóa,
- Vật lý kỹ thuật,
- Biểu diễn nhạc cụ truyền thống,
- Quản trị dịch vụ du lịch và lữ hành,
- Công nghệ thông tin,
- Ngôn ngữ Anh
- Ngôn ngữ Nga.

Ngoài ra, trường tiếp tục duy trì đào tạo bậc Cao đẳng đối với các ngành thuộc lĩnh vực: sư phạm, văn hóa, nghệ thuật, du lịch, ngoại ngữ mà 2 trường Cao đẳng tiền thân đã đào tạo

## Cơ Cấu[2]
Trường Đại học khánh hòa bao gồm 7 khoa chuyên môn và 6 trung tâm
Khoa:
- Khoa Du lịch
- Khoa Sư phạm
- Khoa Ngoại ngữ
- Khoa Nghệ thuật
- Khoa Khoa học Xã hội & Nhân văn
- Khoa Khoa học Tự nhiên & Công nghệ

Trung tâm:
- Trung tâm Ngoại ngữ - Tin học
- Trung tâm Giáo dục quốc phòng
- Trung tâm Công nghệ thông tin và Mỹ thuật ứng dụng
- Trung tâm Bồi dưỡng và Giáo dục thường xuyên
- Trung tâm Nghiên cứu, Trải nghiệm sáng tạo và Khởi nghiệp

Các phòng ban chức năng:
- Phòng Tổ chức – Hành chính.
- Phòng Quản trị thiết bị và Dự án.
- Phòng Quản lý Đào tạo & Khảo thí
- Phòng Quản lý Khoa học.
- Phòng Truyền thông & Hợp tác Quốc tế.
- Phòng Công tác sinh viên.
- Phòng Kế hoạch - Tài chính.
- Phòng Thanh tra - Pháp chế & Đảm bảo chất lượng
- Thư viện.

## Hợp tác đầu tư
- Đào tạo, bồi dưỡng đội ngũ giảng viên tại chỗ hoặc ngoài nước các ngành du lịch, thương mại.
- Hỗ trợ thỉnh giảng các chuyên ngành chuyên sâu về: Du lịch, thương mại, kỹ thuật công nghệ. Hỗ trợ trang thiết bị dạy học: Sách, tài liệu tham khảo, trang thiết bị phục vụ dạy và học chuyên ngành du lịch..
- Liên kết đào tạo hai giai đoạn: Giai đoạn 1 sinh viên học tại Việt Nam + Giai đoạn 2 học tại nước ngoài (hiện đã có các đại học ở Trung quốc, Cộng hòa Séc... đặt quan hệ liên kết đào tạo....